# Melomys
Melomys és un gènere de rosegador de la família dels múrids. Aquest gènere, estès per Austràlia, Nova Guinea i algunes illes veïnes, conté rosegadors de petites dimensions, amb una llargada de cap a gropa de 90 a 185 mm, una cua de 107 a 197 mm i d'un pes de fins a 200 g. Conté les següents espècies:
- Grup M. cervinipes
  - Melomys aerosus
  - Melomys capensis
  - Melomys cervinipes
  - Melomys fraterculus
  - Melomys obiensis
  - Melomys rubicola †
- Grup M. rufescens
  - Melomys bougainville
  - Melomys cooperae
  - Melomys dollmani
  - Melomys matambuai
  - Melomys rufescens
  - Melomys paveli
- Grup M.leucogaster
  - Melomys arcium
  - Melomys caurinus
  - Melomys fulgens
  - Melomys leucogaster
  - Melomys talaudium
- Grup M.lutillus
  - Melomys bannisteri
  - Melomys burtoni
  - Melomys frigicola
  - Melomys howi
  - Melomys lutillus
- Grup M.spechti
  - Melomys spechti †